# پارک جین-مان
پارک جین-مان (انگلیسی: Park Jin-man؛ زادهٔ ۳۰ نوامبر ۱۹۷۶) بازیکن بیس‌بال اهل کره جنوبی است.